# 벅 벅

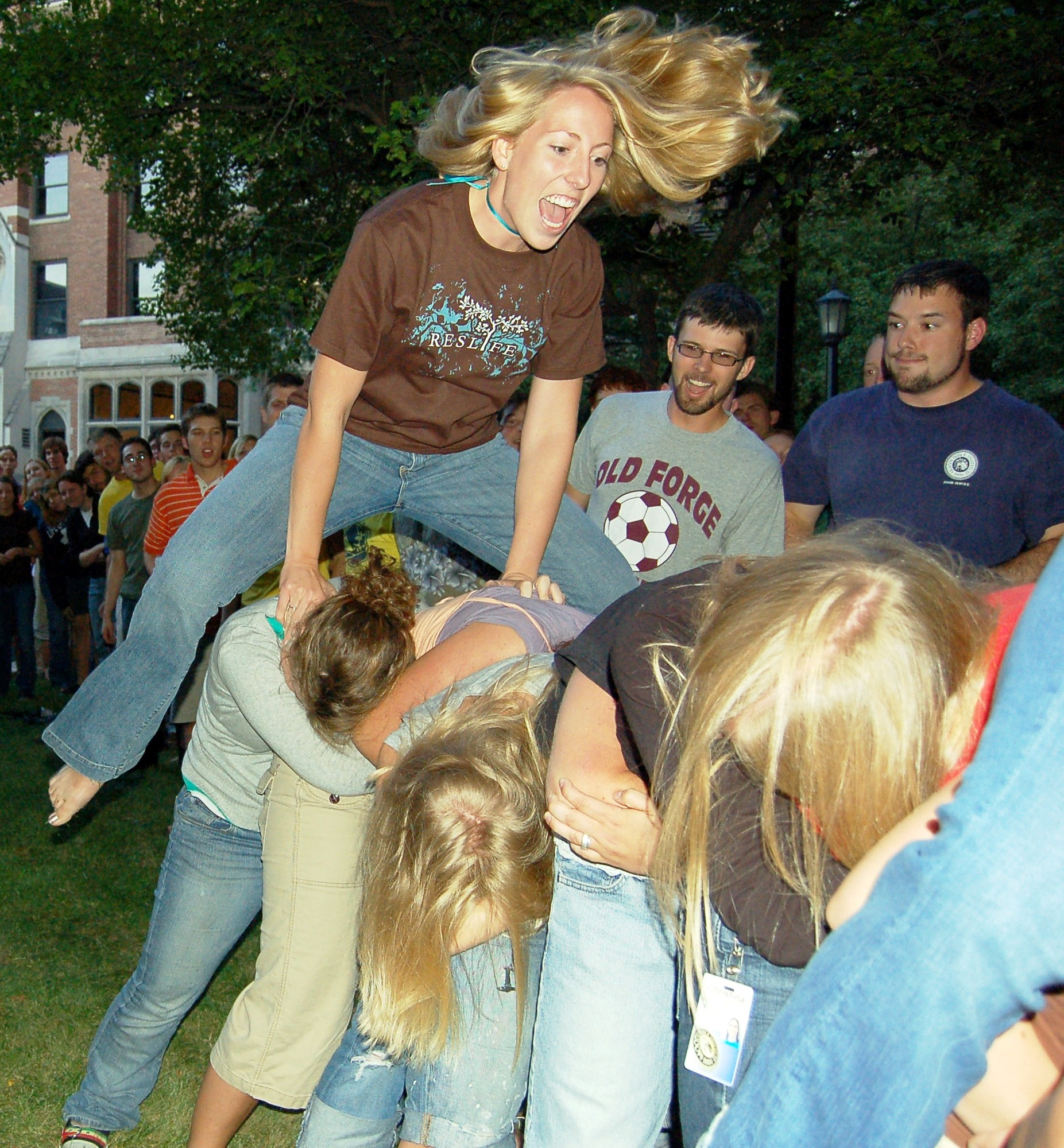
벅 벅을 하는 대학생들 (미국, 2006)

벅 벅(조니 온 어 포니, 또는 조니 온 더 포니라고도 함)은 여러 변형이 있는 어린이 놀이이다. 이 게임의 한 버전은 "한 플레이어가 다른 플레이어의 등을 타고 올라가" 올라가는 사람이 "보이지 않는 특정 물체의 수"를 추측할 때 실행된다. 이 게임의 다른 버전은 "가능한 큰 더미를 쌓거나 지원하는 플레이어가 쓰러지도록 하기 위해 한 그룹의 플레이어가 두 번째 그룹의 등에 업혀 올라가는" 것으로 실행된다

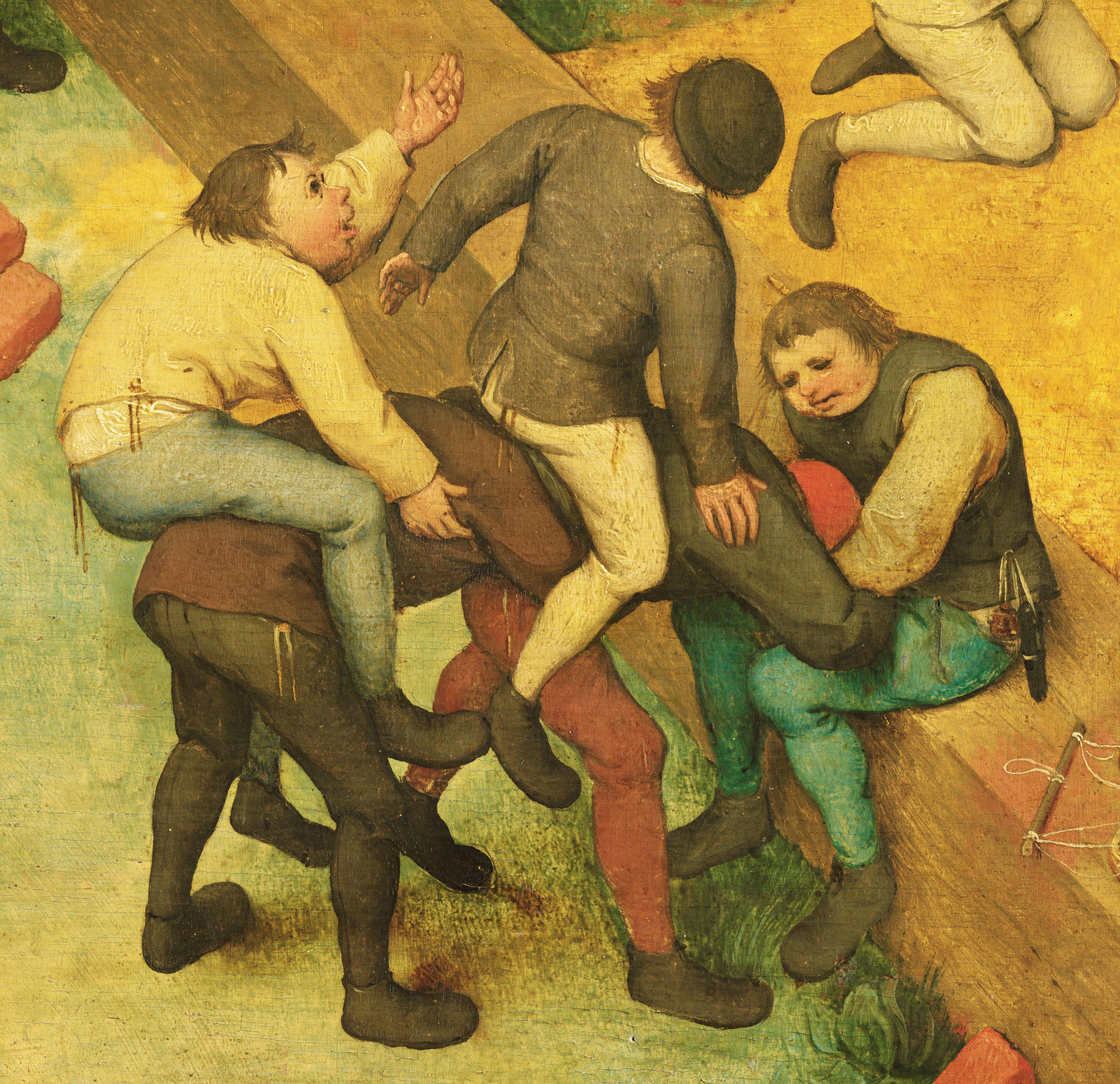
피테르 브뤼겔의 어린이 게임 (1560)은 다섯 명의 소년들이 벅을 연주하는 것을 보여준다

일찍이 16세기에 유럽과 근동의 아이들은 "버카 버카 쿠옥 수닉"이라고 불렸던 벅 벅을 연기했다 피에터 브뤼헬의 그림 어린이 게임 (1560)은 이 게임의 변형을 하는 어린이들을 묘사하고 있다.

## 다른 국가에서의 명칭과 변형
영국에서 이 게임은 때때로 하이 코칼로룸이라고 불리기도 하지만, 다양한 지역 방언으로도 많은 수의 다른 이름들을 가지고 있다. 버밍엄의 "걸레에 오른 폴리", 몬머스셔의 "강한 말, 약한 당나귀", 스코틀랜드 서부의 "훈크, 커디, 훈크", 미들즈브러의 "몬타-키티", 노팅엄셔의 "허스키 퓨스키 핑거 오어 썸", 런던 동부의 "하이 지미 나이커", 왓포드의 "점프 더 너커", 런던 북부의 "월-에-에이커" 또는 "워니 에코", 카디프의 "스타거 루니", 콘월 세인트 아이브스의 "폼페리노", 랭커셔의 "트러스트"가 여기에 포함된다. 이 게임은 때때로 영국 군대의 하사관이나 장교들에게서도 진행된다.
멕시코와 엘파소에서는 엘친체 데 아과(물벌레)라고 알려져 있다.
칠레에서 이 게임은 카발리토 데 브론스(작은 황동 말)라고 불린다
비슷한 게임인 말뚝박기가 한국의 고등학생까지의 아이들에게서 행해진다. 말뚝박기에는 두 팀이 있다. 첫 번째는 한 사람이 벽에 기대고 일어서는 나머지 팀들은 앞에 있는 사람의 다리 사이에 머리를 집어넣은 채, 긴 "말"을 닮은 형태로, 그들 뒤에서 줄을 선다. 그리고 나서 다른 팀은 가능한 한 많은 힘을 가지고, 처음의 등 위로 한 팀씩 뛰어 올라간다. 만약 어떤 팀의 누구라도 바닥으로 떨어지면, 그 팀은 지게 된다. 만약 모두가 깨어있으면, 벽에 기대어 있는 사람과 앞에 있는 사람이 승자를 결정하기 위해 가위바위보 (바위, 가위, 종이) 게임을 한다.

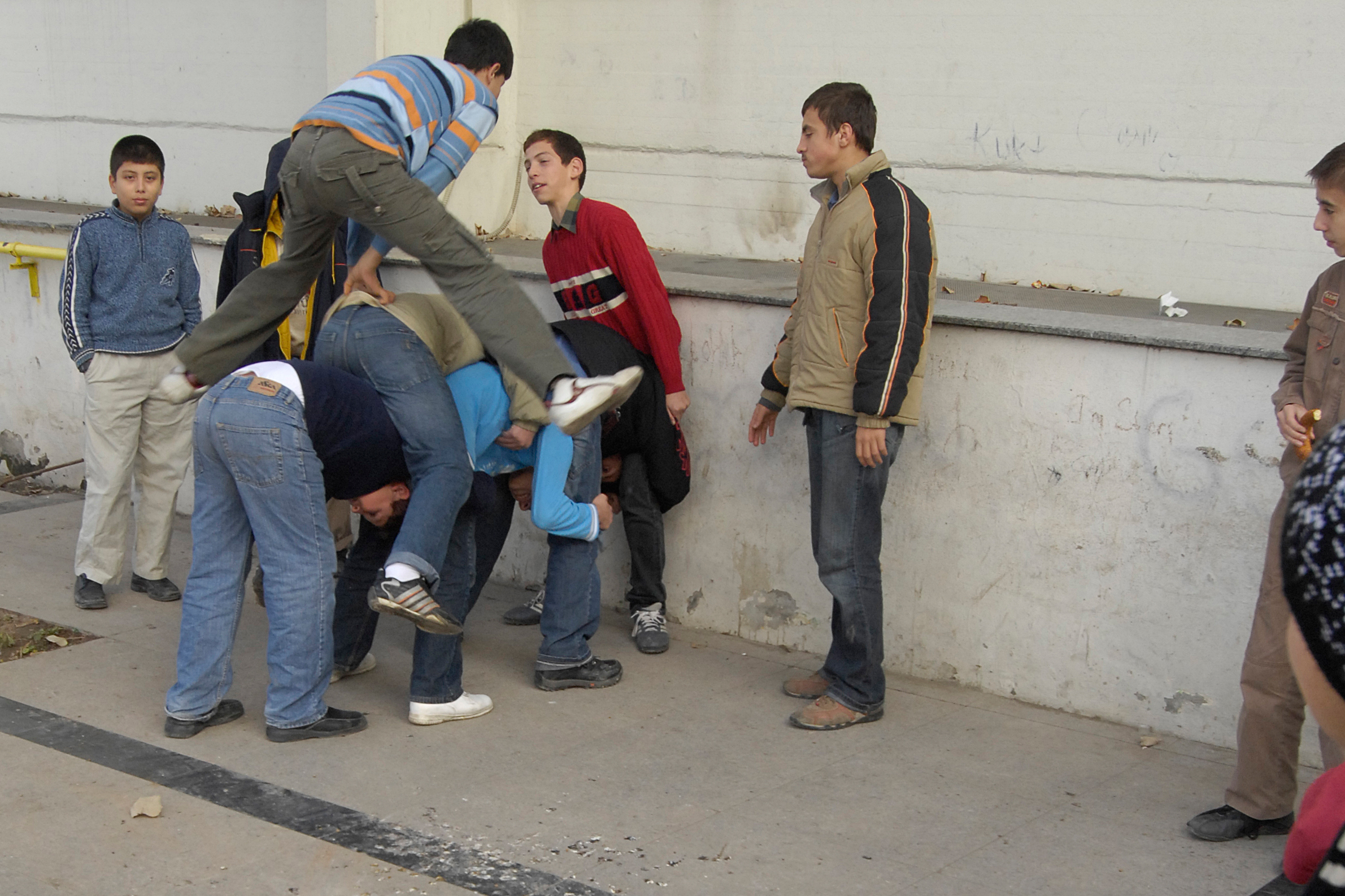
우즈네 에스텍을 하는 사람들

튀르키예에서 비슷한 게임은 우즈네 에스텍("긴 당나귀")이다. 일어서는 사람은 심판이고 "필로우"라고 불린다. 한 팀은 몸을 구부리고, 다른 팀은 한 팀씩 "당나귀" 위에서 뛰어내린다. 만약 당나귀가 그 압력을 견딜 수 있다면, 점프 팀에서 가장 먼저 가는 사람이 손가락으로 한 두 개를 올린다. 만약 당나귀가 숫자를 맞힐 수 있다면, 그들은 점프할 수 있다. 만약 점프하는 사람들이 땅에 떨어지면, 당나귀가 점프할 차례이다. 만약 당나귀가 넘어지면, 점프하는 사람들은 다시 뛰게 된다.

## 대중문화에서
빌 코스비의 1967년 앨범 리벤지(Levenge)에는 어린 시절 게임을 하는 것을 묘사한 트랙 "Buck, Buck"이 수록되어 있다. 그는 자신의 고향 필라델피아에서는 "벅 벅"이라고 불렸고, 뉴욕에서는 "조니 온 더 포니"라고 불렸다고 언급한다. 이 트랙에는 "세상에서 가장 나쁜 벅 브레이커"인 팻 앨버트가 소개되어 있는데, 그는 "2,000 파운드의 무게가 나갔고" 길을 뛰어 내려갈 때 지진을 일으킬 수도 있었다. 이 캐릭터는 나중에 벅벅 에피소드가 포함된 만화 시리즈 "Fat Albert and the Cosby Kids"(시즌 1 에피소드 6)의 기반이 되었다. 팻 앨버트와 그의 친구들은 영화 "Fat Albert"(2004)에서도 벅벅 게임을 한다. 같은 이야기가, 조금 다른 형태로 코스비의 책 "어린 시절"에도 포함되어 있다.
2014년 닌자거북이 영화에서 영웅들은 주인공 악당을 물리치는 데 핵심이 되는 공격으로 벅벅 게임을 사용한다.